# Роберт II (граф Фландрии)
Роберт II (Роберт Иерусалимский; фр. Robert II de Flandres; 1065 — 5 октября 1111, похоронен в аббатстве Сен-Вааст, Аррас) — граф Фландрии в 1093—1111 годах из Первого Фландрского дома.

## Биография

### Правление
В 1085—1091 годах Роберт II, сын Роберта I и Гертруды Саксонской, управлял Фландрией от имени отца во время его паломничества в Святую землю .
В 1096 году Роберт ответил согласием на призыв папы Урбана II отправиться в крестовый поход. Его сопровождали граф Вермандуа Гуго Великий, граф Тулузы Раймунд IV, герцог Нормандии Роберт Куртгёз, граф Эно Бодуэн II, Боэмунд Тарентский и его племянник Танкред Тарентский.
Роберт участвовал в осаде Никеи, захвате Антиохии в октябре 1097 года и захвате Иерусалима 15 июля 1099 года. В сентябре 1099 года он отказался от дальнейшего участия в походе и вернулся во Фландрию с Робертом Куртгёзом, привезя драгоценную реликвию — руку Святого Георгия, пожертвованную ему императором Византии Алексеем I Комнином и передал её в аббатство Анхен. В то же время построил аббатство Сен-Андре в Брюгге в районе Сен-Андре. За участие в крестовом походе получил прозвище «Иерусалимский».
Во время его отсутствия император Священной Римской империи Генрих IV пытался захватить Фландрию. Роберт ответил восстанием города Камбре против императора и его сторонника, епископа Галшера, и захватил ряд замков. Мир был восстановлен в 1102 году, но после 1105 года новый император Генрих V двинулся на Фландрию с поддержкой графа Эно Бодуэна III и армии из Голландии. Роберту удалось их остановить, и был подписан новый мир, в котором император признал его претензии на Дуэ и Камбре.
В 1103 году Роберт заключил союз с королём Англии Генрихом I, предлагая тысячу кавалеристов в обмен на ежегодную ренту. Однако когда Генрих отказался платить, Роберт в союзе со своим номинальным сюзереном, королём Франции Людовиком VI, напал на Нормандию. Воспользовавшись отсутствием Людовика VI, Тибо IV Великий в свою очередь возглавил восстание французских феодалов. Роберт повел армию в Мо, но 5 октября 1111 года недалеко от города был смертельно ранен, упал с лошади и утонул в Марне.

### Семья
Жена (с не позднее чем 1092 года): Клеменса Бургундская (около 1078 — около 1133), дочь графа Бургундии Гильома I. Дети от этого брака:
- Бодуэн VII (1092/1093 — 17 июня 1119) — граф Фландрии с 1111 года
- Гильом (1094—1109, похоронен в Сен-Бертине)
- ? (1095—?).